# آب‌انبار قلعه (احمدآباد)
آب‌انبار قلعه مربوط به دوره پهلوی است و در احمدآباد (اردکان)، خیابان آیت الله فکور واقع شده و این اثر در تاریخ ۲ بهمن ۱۳۸۲ با شمارهٔ ثبت ۱۰۸۱۷ به‌عنوان یکی از آثار ملی ایران به ثبت رسیده‌است.